# کارایاتاک (امیرداغ)
کارایاتاک (به ترکی استانبولی: Karayatak) یک منطقهٔ مسکونی در ترکیه است که در امیرداغ واقع شده‌است.